# Théâtre Louvois
El Théâtre Louvois fou una antiga sala d'espectacles parisenca d'entreteniment situada 6, rue de Louvois, al districte 2. Es va inaugurar el 1791 i es va tancar el 1825. També es va utilitzar com a teatre d'òpera, debutant en ell el cantant Luigi Barilli l'any 1805, i el 19 de juny de 1825 s'hi va estrenar Il viaggio a Reims de Rossini.Albert de Lasalle,